# Bandera de Bèlgica
La bandera de Bèlgica conté tres bandes verticals iguals de color negre, groc i vermell; el disseny vertical està basat en la bandera de França, mentre que els colors van ser presos de l'escut del ducat de Brabant. Les proporcions inusuals de la bandera (13:15) són d'origen desconegut. La bandera va ser adoptada oficialment el 23 de gener de 1831, després de la independència belga del Regne Unit dels Països Baixos el 1830. La bandera va tenir un paper important durant la revolució i els colors de la bandera van servir com a recordatori d'una vella bandera amb bandes horitzontals usada durant una revolta anterior el 1789, època que els Països Baixos estaven sota domini austríac. Aquests colors coincideixen amb el negre del lleó flamenc sobre un fons groc i amb el vermell del gall való sobre fons daurat.

## Disseny i dimensions
La guia oficial de protocol a Bèlgica estableix que la bandera nacional mesura 2,6 m d'alçada per cada 3 m d'amplada, donant-li una proporció de 13:15. Cadascuna de les franges és un terç de l'amplada de la bandera.

### Colors
| Model de color | Negre     | Groc         | Vermell     |
| -------------- | --------- | ------------ | ----------- |
| Pantone        | Negre     | Groc 115     | Vermell 32  |
| CMYK           | 0-0-0-100 | 0-6-87-0     | 0-86-63-0   |
| RGB            | 0, 0, 0   | 253, 218, 36 | 239, 51, 64 |
| HTML           | #000000   | #FDDA24      | #EF3340     |

El model RGB s'ha extret a patir dels codis de Pantone descrits al Protocol.

## Altres banderes

Bandera civil
Bandera naval
Bandera del govern
Bandera reial

## Banderes regionals i comunitàries

Bandera de la Regió de Brussel·les-Capital
Bandera de Flandes
Bandera de Valònia i comunicat francòfona
Bandera de la Comunitat Germanòfona de Bèlgica

## Banderes provincials

Bandera de la província d'Anvers
Bandera del Brabant Flamenc
Bandera del Brabant Való
Bandera de Flandes Occidental
Bandera de Flandes Oriental
Bandera de Hainaut
Bandera de la província de Lieja
Bandera de Limburg
Bandera de la província de Luxemburg
Bandera de la província de Namur

## Banderes històriques

Bandera dels Països Baixos austríacs (1714-1795)
Bandera dels Estats Units Bèlgics (1790)
Bandera durant la revolució belga (1830 -1831)